# Костенко, Екатерина Васильевна
Екатерина Васильевна Костенко (укр. Катерина Василівна Костенко; род. 30 июня 1984 года в Днепропетровске, Украинская ССР) — украинская фигуристка выступавшая в парном катании с Романом Таланом. Они — чемпионы Украины 2009 года.

## Карьера
Вместе с Романом Таланом Екатерина выступает с сезона 2007—2008. Они выиграли чемпионат Украины 2009 года в отсутствии сильнейшей украинской пары Татьяны Волосожар и Станислава Морозова.
Вошли в сборную Украины на зимние Олимпийские игры 2010 года и заняли там 20-е, последнее, место.
После окончания спортивной карьеры, вместе с бывшим партнёром Романом Таланом, занялась тренерской деятельностью. В частности, они тренировали пару Елизавета Усманцева / Владислав Лысой. В 2013 году Роман встал в пару с их ученицей Елизаветой Усманцевой и вернулся в любительский спорт. Екатерина тренирует мужа и его новую партнершу.

## Личная жизнь
В 2011 году вышла замуж за бывшего партнера Романа Талана, в феврале 2012 года родила дочь.

## Спортивные достижения
| Соревнование            | 2007—2008 | 2008—2009 | 2009—2010 | 2010—2011 |
| ----------------------- | --------- | --------- | --------- | --------- |
| Зимние Олимпийские игры |           |           | 20        |           |
| Чемпионаты мира         |           |           | 22        |           |
| Чемпионаты Европы       | 13        | 18        |           |           |
| Чемпионаты Украины      | 2         | 1         | 2         |           |
| Золотой конёк Загреба   |           | 3         |           |           |
| Coupe de Nice           |           |           | 3         | 6         |
| NRW Trophy              |           |           | 5         |           |
| Зимние Универсиады      |           | 7         |           |           |